# Khampat
Khampat er en by beliggende i Sagaing-regionen i det vestlige Burma.
Der bor ca. 1.000 indbyggere i byen. 